# Gaston Amson
Gaston Marcel Amson (Párizs 10. kerülete, 1883. november 17. – Párizs 16. kerülete, 1960. július 16.) olimpiai ezüstérmes francia tőr- és párbajtőrvívó.